# Tioga Road
La Tioga Road – ou Tioga Pass Road – est une route de Californie, dans le sud-ouest des États-Unis. Cette section de la California State Route 120 (en) est une route de montagne qui permet le franchissement de la Sierra Nevada en traversant le parc national de Yosemite et la forêt nationale d'Inyo.
À l'ouest, elle commence à la Big Oak Flat Road, emprunte le South Fork Tuolumne River Bridge, passe par les Tuolumne Meadows et franchit le col Tioga. Elle s'enfonce alors dans le canyon Lee Vining sous le nom de Lee Vining Canyon Scenic Byway, pour finalement atteindre Lee Vining.